# 比羅鎮區 (伊利諾伊州比羅縣)
比羅鎮區（英語：Bureau Township）是位於美國伊利諾伊州比羅縣的一個行政鎮區。

## 地方資料
根據2010年美國人口普查的數據，比羅鎮區的面積為93.00平方千米，當中陸地面積為93.00平方千米，而水域面積為0.00平方千米。當地共有人口236人，而人口密度為每平方千米2.54人。

## 機場和起落跑道
- 利默里克（Limerick）和卡斯比爾（Kasbeer）附近的納夫吉格（Naffziger）降落跑道

## 學區
- (Bureau Valley)局谷社區學區340